# Korneuburger Becken
Koordinaten: 48° 25′ N, 16° 23′ O
Das Korneuburger Becken ist ein kleines Sedimentbecken am Alpenostrand nordwestlich von Wien. Es erstreckt sich von der Donau 15 bis 20 km nach Norden bei einer Breite von 4 bis 7 km und trägt den Namen der örtlichen Bezirkshauptstadt Korneuburg.
Geologisch ist es ein inneralpines Becken und die westliche Fortsetzung des Wiener Beckens, von dem es beim Donauknie und der Korneuburger Pforte nördlich der mittelalterlichen Burg Greifenstein einerseits und durch die enge Wiener Pforte andererseits getrennt ist. Nach Norden – zum Weinviertel Niederösterreichs – geht es allmählich in die geologisch zu unterscheidende Waschbergzone über. Den Rahmen des Korneuburger Beckens bilden zwei niedrige Bergketten (360 m) aus Flysch-Gesteinen: im Osten der Bisamberg und im Westen der Rohrwald, an dessen Südabhang die Burg Kreuzenstein das Donautal überblickt. Im Nordosten geht es als Hügelland in die Bucht von Kreuzstetten, am Nordwestrand liegt der markante Wallfahrtsberg von Karnabrunn.
Am Südostrand des Beckens bei Stetten – etwa 5 km vom Donauknie entfernt – befindet sich mit der Fossilienwelt Weinviertel ein geologisches Unikat, nämlich das größte fossile Austernriff der Welt. Im Miozän (vor etwa 20 Millionen Jahren) war am Ort des heutigen Beckens ein zur Paratethys gehöriges, tropisches Flachmeer. An dessen Südwestrand bedeckte eine gewaltige Flutwelle (wahrscheinlich ein Tsunami) in Sekundenschnelle die dort lebenden Riesenaustern, die heute in einer etwa 400 m² großen Halle zu besichtigen sind. Das ursprünglich flachliegende Riff wurde seit seiner Entstehung im Karpatium durch tektonische Bewegungen um etwa 24 Grad gekippt.
Neben dem Austernriff mit etwa 60 Muschelarten sind auch andere Fossilien dieser Gegend, die ungewöhnlich vielfältig sind, in der Fossilienwelt Weinviertel in Stetten ausgestellt.